# Емануїл Красовський
Еммануї́л Красо́вський (нар. 1946, Вільнюс) — ізраїльський піаніст і музичний педагог.
Навчався у Вільнюській консерваторії, а після репатріації в Ізраїль — в Тель-Авівському університеті у Миндру Каца і в Джульярдскій школі у Ілони Кабош і Гвідо Агості. Виступав у дуетах з Айзеком Стерном та Наталією Гутман, грав з оркестрами під керівництвом Леонарда Бернстайна та Карло Ріцци. Записав сонати Шуберта і ряд сонат для скрипки і фортепіано разом зі скрипалькою Вірою Вайдман. На думку рецензента The New York Times, «ізраїльський піаніст має владу над клавішами та багатство музичної думки, і це заворожує».
Викладає в музичних навчальних закладах Ізраїлю та Європи. Серед учнів Красовського, зокрема, Ітамар Голан.